# Гумария полушаровидная
Гума́рия полушарови́дная (лат. Humaria hemisphaerica) — вид грибов, входящий в род Гумария (Humaria) семейства Пиронемовые (Pyronemataceae).

## Описание
Наземный чашевидный дискомицет. Плодовое тело 1—3 см в диаметре и 1—2 см в высоту. Внутренняя спороносная поверхность (гименофор) беловатая или сероватая, гладкая. Внешняя стерильная поверхность желтовато-буроватая, покрытая многочисленными оттопыренными коричневыми волосками, выступающими над краем гриба на расстояние до 1 мм, придавая ему волосистость. Под микроскопом волоски септированные, с острым концом, толстостенные.
Мякоть тонкая, восковидной консистенции, без вкуса и запаха.
Споры беловатые в массе, 22—27×10—13 мкм, широкоэллиптической формы, с двумя каплями-гуттулами, мелкобородавчатые. Аски восьмиспоровые, 230—350×19—23 мкм. Парафизы нитевидные, с перемычками.
Пищевого значения гриб не имеет из-за небольших размеров и тонкой мякоти.

### Сходные виды
- Trichophaea hemisphaerioides (Mouton) Graddon, 1960 произрастает только с мхами рода Funaria. Другие виды трихофеи отличаются меньшими размерами и гуттуляцией спор, с также блюдцевидной формой плодовых тел в противовес чашевидной гумарии.

## Экология и ареал
Широко распространена в Европе и Северной Америке. Встречается часто, летом и осенью, на влажной почве в лесах, во мху, изредка на гниющей древесине.

## Синонимы
- Helvella albida Schaeff., 1774
- Lachnea hemisphaerica (Hoffm.) Gillet, 1880
- Mycolachnea hemisphaerica (Hoffm.) Maire, 1937
- Patella albida (Schaeff.) Seaver, 1928
- Peziza hemisphaerica Hoffm., 1790
- Peziza hirsuta Holmsk., 1799, nom. superfl.
- Peziza hispida Huds., 1778, nom. superfl.
- Peziza labellum Bull., 1785, nom. superfl.
- Sepultaria albida (Schaeff.) Morgan, 1902